# Mainz-Finthen
Finthen est un quartier (Ortsbezirk) de Mayence, capitale du Land de Rhénanie-Palatinat.

## Géographie
C'est le quartier le plus occidental de la ville. Depuis l'intégration de Finthen en 1969 à la commune de Mayence, le quartier qui était principalement une zone rurale, est devenu très urbanisé : le développement de lotissements (Katzenberg – Römerquelle – Königsborn) a fait passer le nombre d'habitants de près de 7 000 en 1969 à plus de 14 000 dans les années 2010. L'agriculture maraichère subsiste sur le quartier, les asperges de Finthen (Finther Spargel) contribuant à la réputation du lieu.

## Histoire

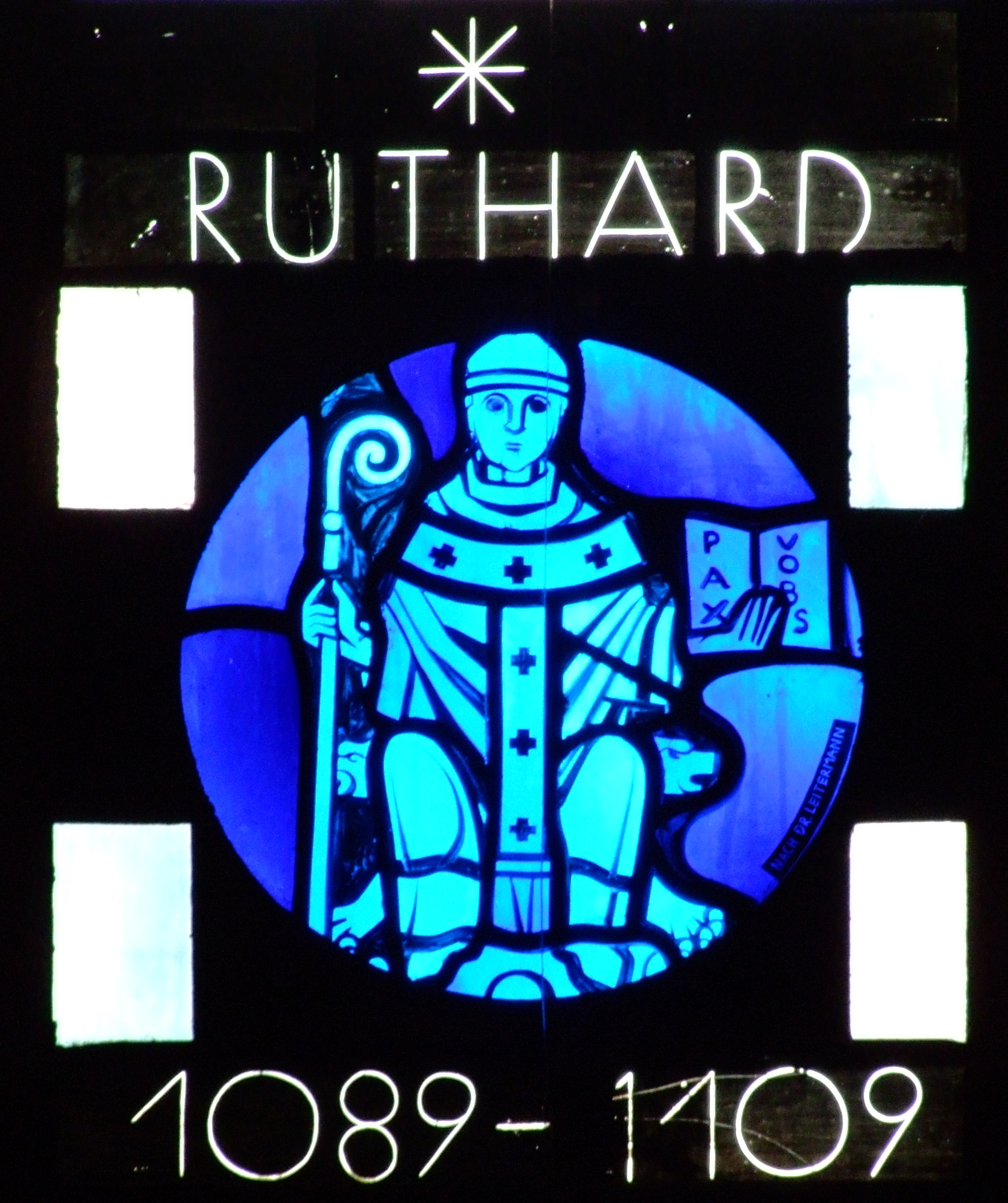
Vitrail de l'évêque Ruthard dans la cathédrale de Mayence

La première mention de Mainz-Finthen remonte à 1092 sous la forme fundene. L'archevêque de Mayence Ruthard donna au chapitre cathédral des domaines et des revenus, dont Finthen. Le lieu est habité bien avant, mais les recherches archéologiques sur le site ne sont pas systématiques.

### Les origines
Dès le néolithique, vers 4500 av. J.-C., on trouve des traces d'implantation humaines et surtout dans la vallée de l’Aubach. À l'époque du bronze, la population se serait surtout concentrée dans la haute vallée du Königsborn, avant de revenir à l’Aubach pendant l'âge du fer celtique. Au début de l'occupation romaine, les traces d'habitants celtes disparaissent de Finthen : on ne sait dire s'ils ont été éliminés lors de la guerre des Gaules de César ou déportés sur la rive droite du Rhin.
Sous l'empereur Auguste, le Rhin devient la limite de l'Empire romain en 13 av. J.-C. On retrouve encore dans Finthen le tracé d'une voie romaine, qui correspond au gazoduc actuel liant Mayence à Bingen, en suivant la Saarstraße (ou Landstraße 419), ensuite Kurmainzstraße et Flugplatzstraße. Au Ier siècle un temple est édifié près du Katzenberg, dédié à Mercure et Rosmerta. Il ne semble pas que se soit constitué de vicus à la romaine, mais seulement un agglomérat de villae rusticae, plus ou moins en continuité avec l'implantation celte précédente, surtout autour de la vallée de l’Aubach. Restent encore aujourd'hui des traces de fermes romaines surtout dans la Bierothstrasse et la Mühltalstrasse. Du Königsborn débute un bras de l'aqueduc romain qui allait vers Mogontiacum (Mayence).
Les traces archéologiques ne permettent pas de dire clairement quand et comment Finthen passe de l'Empire romain aux royaumes francs. Il s'agit sans doute d'une transition progressive au milieu du Ve siècle. La population romane semble être restée majoritaire sur les francs, ce qui serait attesté entre autres par le toponyme d'origine romaine (fontanetum) qui devient fundene. La villa rustica romaine semble aussi être devenue le domaine d'un noble mérovingien avec ses tombes (Mühltalstrasse / Am Keltenlager) : deux sarcophages ont été retrouvés en 1969 dans la Bierothstrasse.
Peu de traces du haut Moyen Âge se trouvent à Finthen, qui semble rester à cette époque le domaine d'un seigneur franc. Il est difficile de dire précisément quand le centre actuel de Finthen commence à être habité. On peut seulement conjecturer qu'une implantation parallèle à celle du domaine franc s'établit autour du lieu où se tient l'actuelle église Saint-Martin.

### Moyen Âge et Révolution française
Du fait de la présence d'une Königsborn et de la Königsstraße, on peut supposer que le domaine est devenu propriété impériale : il est ensuite revenu à l'archevêque de Mayence, qui en fait don à ses chanoines en 1092. De ce fait, le domaine a été géré par le prévôt du chapitre cathédral, et ce à peu près jusqu'à la sécularisation qui résulte du recès de la Diète d'Empire de 1803. Alors qu'elle faisait partie du territoire de l'Électorat de Mayence, après la guerre de la Première Coalition, Finthen est annexée au territoire de la république française, comme l'une des parties du canton de Niederolm (de), parmi les 37 cantons du département de Mont-Tonnerre.
Après l'écroulement de l'empire français (1813-1814), cesse la domination française sur la rive gauche du Rhin. La restructuration des États allemands par le Congrès de Vienne en 1816 annexe Finthen ainsi qu'une bonne partie de l'ancien Électorat de Mayence au Grand-duché de Hesse. Le territoire de cette nouvelle province reçoit officiellement le nom de Hesse rhénane en 1818.

### La seconde guerre mondiale et ses conséquences
En 1939 la forêt de Finthen (de) est sacrifiée pour y installer l'aéroport de Mainz-Finthen.

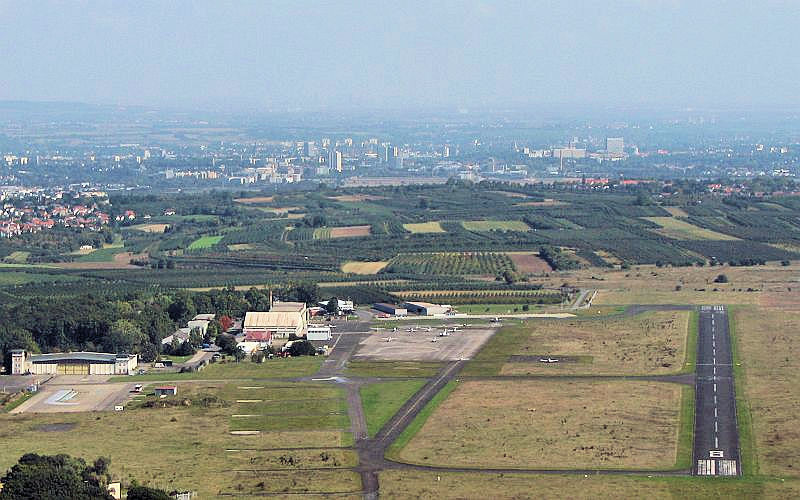
L'aéroport, à distance de Mayence (en fond)

Finthen reste en Hesse jusqu'à la fin du Troisième Reich 1945.
Après la conférence de Potsdam en août 1945 Finthen se trouve dans la Zone d'occupation française en Allemagne du Land de Rhénanie-Palatinat créé en 1946, pour faire partie de la République fédérale d'Allemagne à partir de 1949.
La commune de Finthen fait partie du Landkreis Mainz (de), puis s'intègre à Mayence le 7 juin 1969. Au lieu de Finthen bei Mainz, on emploie désormais la désignation Mainz-Finthen. Finthen est donc géré par un administrateur local nommé Ortsvorsteher ; les décisions sont prises au conseil municipal (Stadtrat) de Mayence.
Les 16 et 17 novembre 1980 le pape Jean-Paul II a célébré la messe avec près de 200 000 fidèles sur l'aéroport de Finthen, alors dépendant de l'armée américaine.
Le 7 septembre 1991 un concert de rock a pris place sur cet aéroport, et a réuni près de 180 000 participants autour des groupes Monsters of Rock, AC/DC, Metallica, Mötley Crüe, Queensrÿche et The Black Crowes.

## Armes
Les armes de Finthen, dans leur forme actuelle qui date de 1965, sont composées d'un écu rouge et blanc, sur lequel s'inscrit un fer à cheval dans la couleur opposée au fond.
Les armes apparaissent pour la première fois en 1756 dans un sceau de cour de justice. D'ordinaire, le fer à cheval renvoie à l'existence d'une forge ou d'un élevage de chevaux, ce que l'on ne peut confirmer pour Finthen. Sans doute le choix des couleurs a-t-il été influencé par les armes de Mayence.

## Administration
L'actuel hôtel de ville se situe à l'adresse : Am Obstmarkt 24, 55126 Mainz
La répartition des sièges au conseil (Ortsbeirat) après les élections de 2014, sous la présidence de Herbert Schäfer (CDU) (Ortsvorsteher) :
- CDU : 6
- SPD : 3
- Grüne : 2
- ÖDP : 1
- FDP : 1

## Bâtiments remarquables et monuments
Voir aussi Liste des édifices remarquables de Finthen (de)

### L'église catholique Saint-Martin
Le bâtiment en style néo-roman, composé de trois nefs, date de 1852-1854. Il a remplacé une église de style gothique et baroque, dont ne reste que la base du clocher carré. Les fondations sont de style gothique tardif, avec une inscription datée de 1519 sur une fenêtre dans la tour. La datation exacte de l'église n'est pas déterminée : un mémo de 1948 signale sans les décrire des vestiges carolingiens à la base du clocher. L'emplacement de l'église, cependant, sur un lieu élevé et exigu, correspond aux usages des Francs. Sur le côté sud du clocher, la croix de pierre monumentale est datée du XVIIIe siècle : il s'agit sans doute d'une croix de cimetière qui faisait partie d'un ensemble avec une statue de la vierge Marie et de saint Jean.
La première mention d'un curé remonte à 1318. Sans doute desservait-il une église romane plus petite que l'actuelle, qui aura été transformée ou remplacée par une église gothique. cette église de style gothique est gravement endommagée pendant la guerre de Trente Ans, et reconstruite en style baroque. En 1700 elle est garnie d'un chœur baroque. En 1852 la décision est prise d'agrandir l'édifice, et donc de le reconstruire au même emplacement, ce qui est achevé le 7 septembre 1854. En 1910, la tour est couronnée d'un clocher néo-gothique.
À l'intérieur, la nef a un plafond plat, tandis que le triforium est orné de frises et d'arcades. La paroi ouest est ornée de trois arcatures sous l'orgue. La crypte sert à la chaufferie. La sacristie se trouve au nord, tandis qu'au sud une chapelle mariale est garnie d'une entrée propre. Les peintures d'origine du chœur réalisées en 1854–56 par August Gustav Lasinsky sont encore visibles, mais en mauvais état. La peinture de 1894 dans le style nazaréen a été restaurée en 1963. L'église contient enfin des statues de style gothique tardif ou baroque.

### Monument aux morts de 1875
En 1875 est érigé un monument aux morts de la guerre franco-allemande de 1870. Il était auparavant plus au sud dans la rue, mais du fait de l'érection d'un autre monument aux morts de la première guerre mondiale en 1939, il a été placé devant le portail latéral de l'église Saint-Martin. Le monument lui-même est composé d'une obélisque de grès rouge sur un piédestal. Il porte une inscription et des bas-reliefs sur la face, avec une croix de fer, et sur les côtés et à l'arrière les noms des soldats tombés.

### Monument aux morts des première et deuxième guerres mondiales
En 1939, à l'époque du nazisme, un monument aux morts de la première guerre mondiale est édifié d'après les plans de l'architecte Peter Dienstdorf de Wiesbaden. Une stèle de 12 mètres de haut est couronnée d'une croix de fer dorée. Sur le devant, une tête de soldat avec l'inscription :
| DEUTSCHES / VOLK / IN DEINEN / HÄNDEN / TRÄGST DU / EHRE, / FREIHEIT | Peuple allemand, tu tiens en tes mains l'honneur, la liberté |

Sur le côté, deux figures avec une épée ou une torche. Derrière la stèle, sur un mur, quatre tables des noms de ceux qui sont tombés. Pour dégager l'espace autour du monument, furent déplacés une grotte de Lourdes et le monument aux morts de 1875.
En 1960 la stèle est entourée d'un anneau en béton soutenu par six colonnes, une par année de la guerre de 39-45. On peut y lire l'inscription :
| + 1939 - 1945 +                                               | + 1939 - 1945 +                                                        |
| BEWAHRET IHR BÜRGER DAS BILD DER GEFALLENEN IN EUREN HERZEN   | Gardez en vos cœurs, citoyens, l'image de ceux qui sont tombés         |
| UND SETZET IN TÄTIGEM LEBEN ALS MAHNUNG DEN TOTEN EIN DENKMAL | et mettez une pensée dans votre vie quotidienne en souvenir des morts. |

Le mur occidental (à gauche) a été rehaussé, et le mur oriental (à droite) enlevé. À l'extrémité de son emplacement, une colonne a été dressée, portant une plaque de bronze et une croix, avec l'inscription :
| GEDENKET / DER / TOTEN / UND / VERMISSTEN | Pensez aux morts et aux disparus        |
| DES / 2.WELT- / KRIEGES / 1939-1945       | de la seconde guerre mondiale 1939-1945 |

### Ancienne école
L'ancienne école, aujourd'hui bâtiment privé (Kirchgasse 2), est construite à la fin du XVIIIe siècle, en style baroque, avec deux étages et une toiture à croupe. Un premier professeur est mentionné à Finthen en 1771, et il est probable que cela soit lié à la construction de cette école. Durant la première Guerre mondiale, des prisonniers de guerre russes y furent cantonnés, et le bâtiment a gardé l'appellation de Russehaus. Ayant perdu sa destination première, il a été vendu a des particuliers qui l'ont entièrement restauré, et ont mis en valeur sur la façade, une statue de la Vierge Marie.

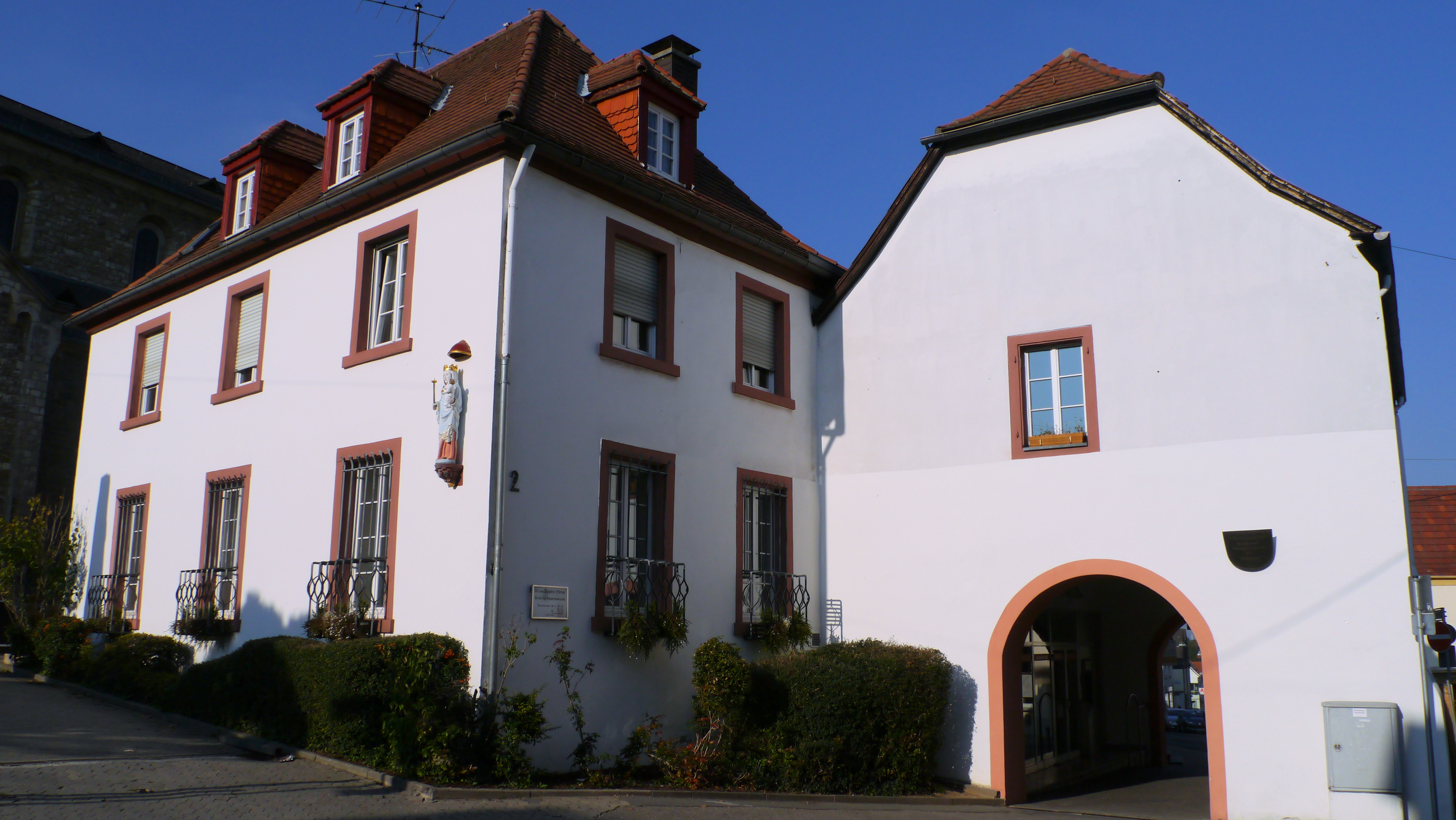
L'ancienne école (à gauche) et l'ancien hôtel de ville (à droite)
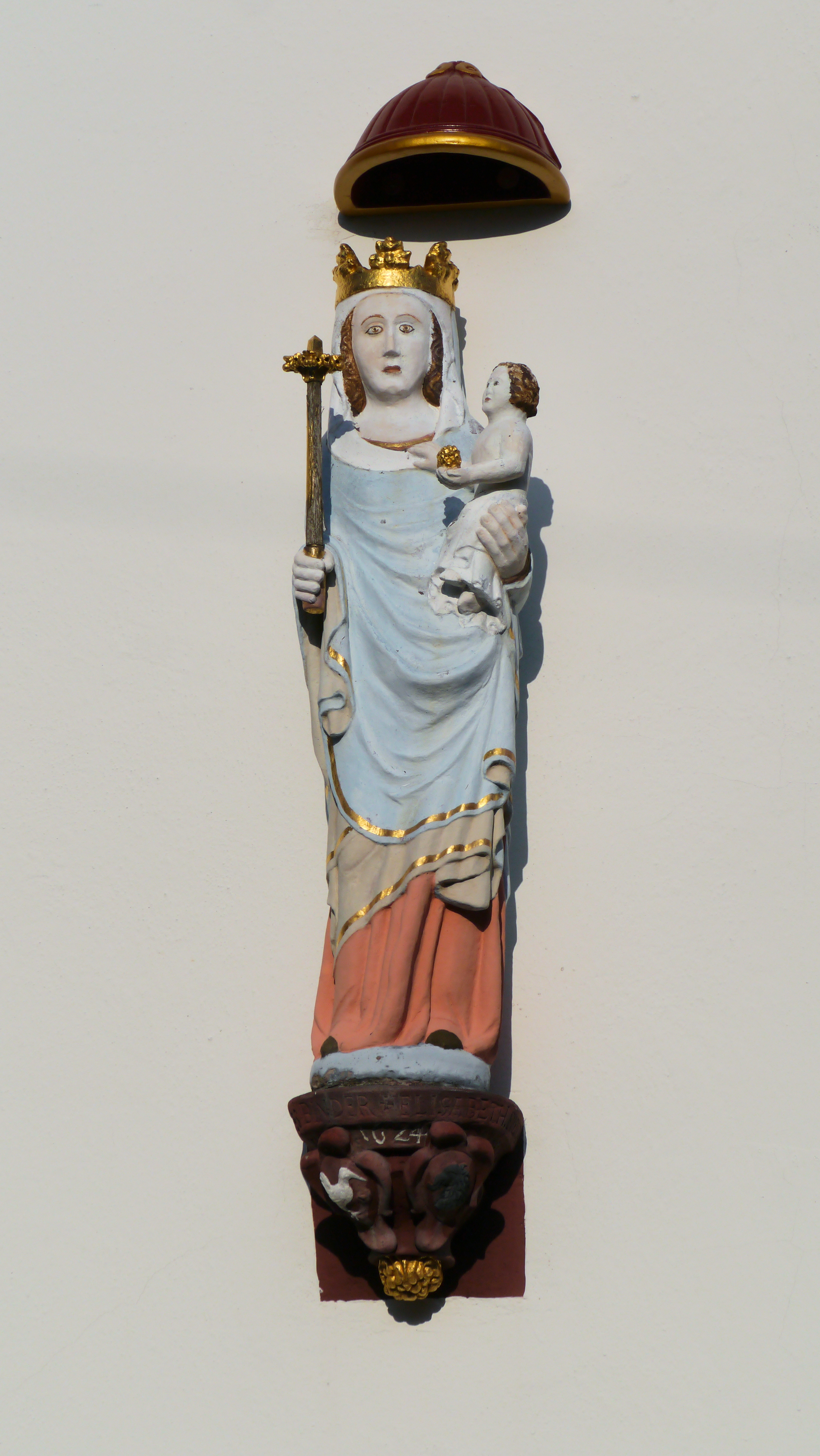
Statue de la Vierge Marie à l'extérieur de l'ancienne école

### Ancien hôtel de ville
L'ancien hôtel de ville pour l'essentiel remonte aux XVe et XVIe siècles et est le plus ancien bâtiment de Finthen. Il se trouve au milieu de la Poststrasse et entre la partie haute et la partie basse de Finthen. Il débordait sur la rue, ce qui se voit encore. Le bâtiment servait de salle d'audience, avec une partie basse pour des archers. En 1854, des murs sont élevés, qui transforment cet espace en caserne de pompiers et hospice pour les pauvres. Le premier étage est utilisé comme salle de classe jusque dans les années 1950. Depuis 1899, il abritait aussi le bureau du maire sous l'autorité du grand-duc. En 1927, le besoin de plus de place se fait sentir, et les services sont déplacés au nouvel hôtel de ville (Poststrasse 69). L'ancien bâtiment perd sa raison d'être et est petit à petit laissé à l'abandon jusqu'en 1969. Des particuliers rachètent alors les ruines avec l'ancienne école et rénovent l'ensemble. Les arches sont mises en valeur, l'ancienne salle d'audience est restaurée en 1970 et sert à une Caisse d'épargne.

### Ancienne gentilhommière
En 1697 l'évêque auxilaire de Mayence Johann Edmund Gedult von Jungenfeld (de) racheta au comte Christoph Rudolf von Stadion (de) un domaine sous le régime de l'Immédiateté impériale à Finthen. Il comprenait des étables, une grange et un jardin d'un hectare avec un étang garni d'une île et d'une demeure. La propriété avait été acquise par Hugo Lerch von Dirmstein (de), qui l'avait vendue au noviciat des Jésuites, ces derniers l'ayant cédée peu après au comte von Stadion.
En 1719-1720 Mgr von Jungenfeld fait bâtir une gentilhommière à la place de l'habitation précédente : elle est édifiée dans le style baroque, avec un toit à croupe, des embrasures de fenêtres garnie d'un pourtour en grès.

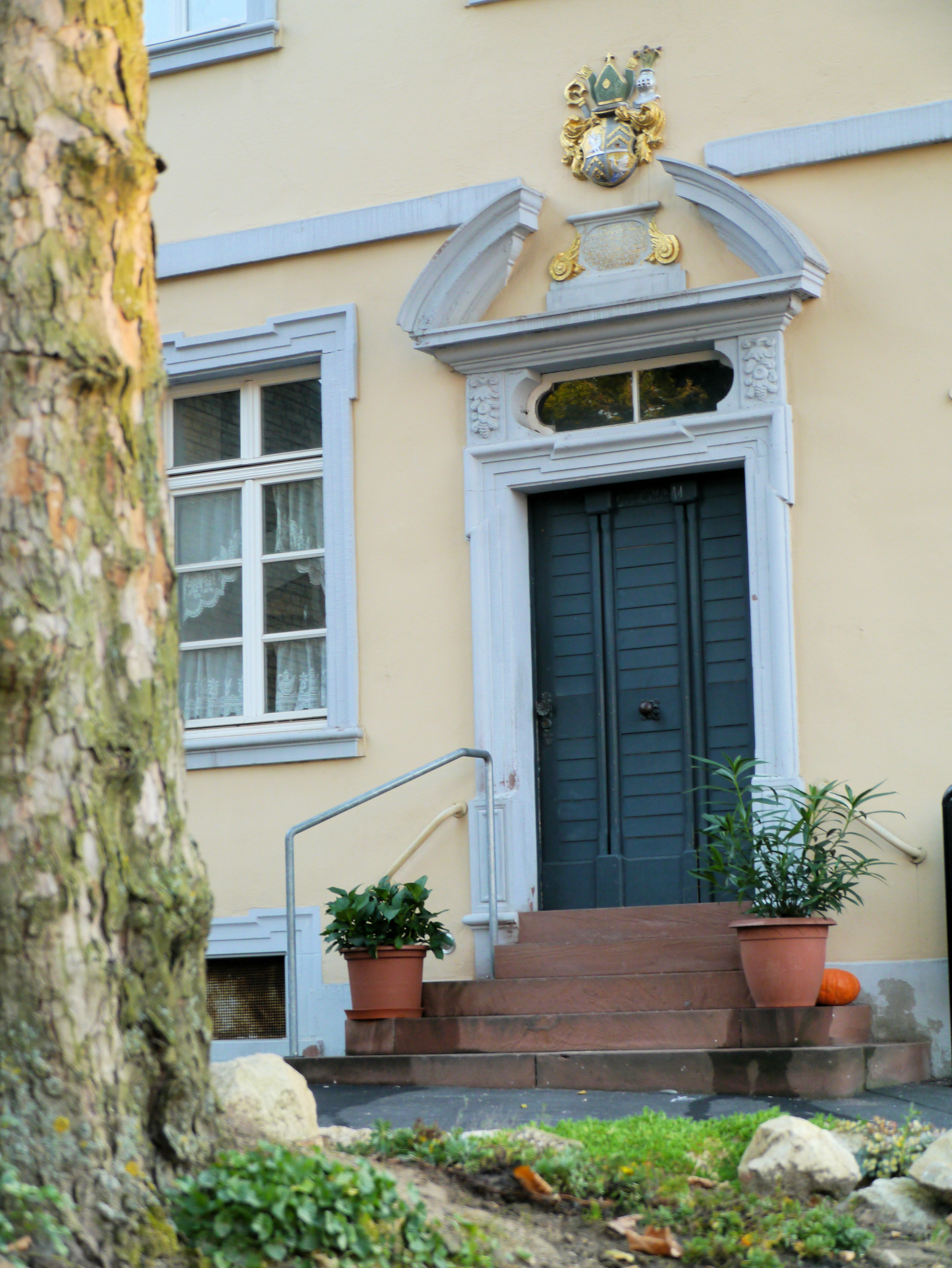
Le portail de la gentilhommière du XVIIIe siècle
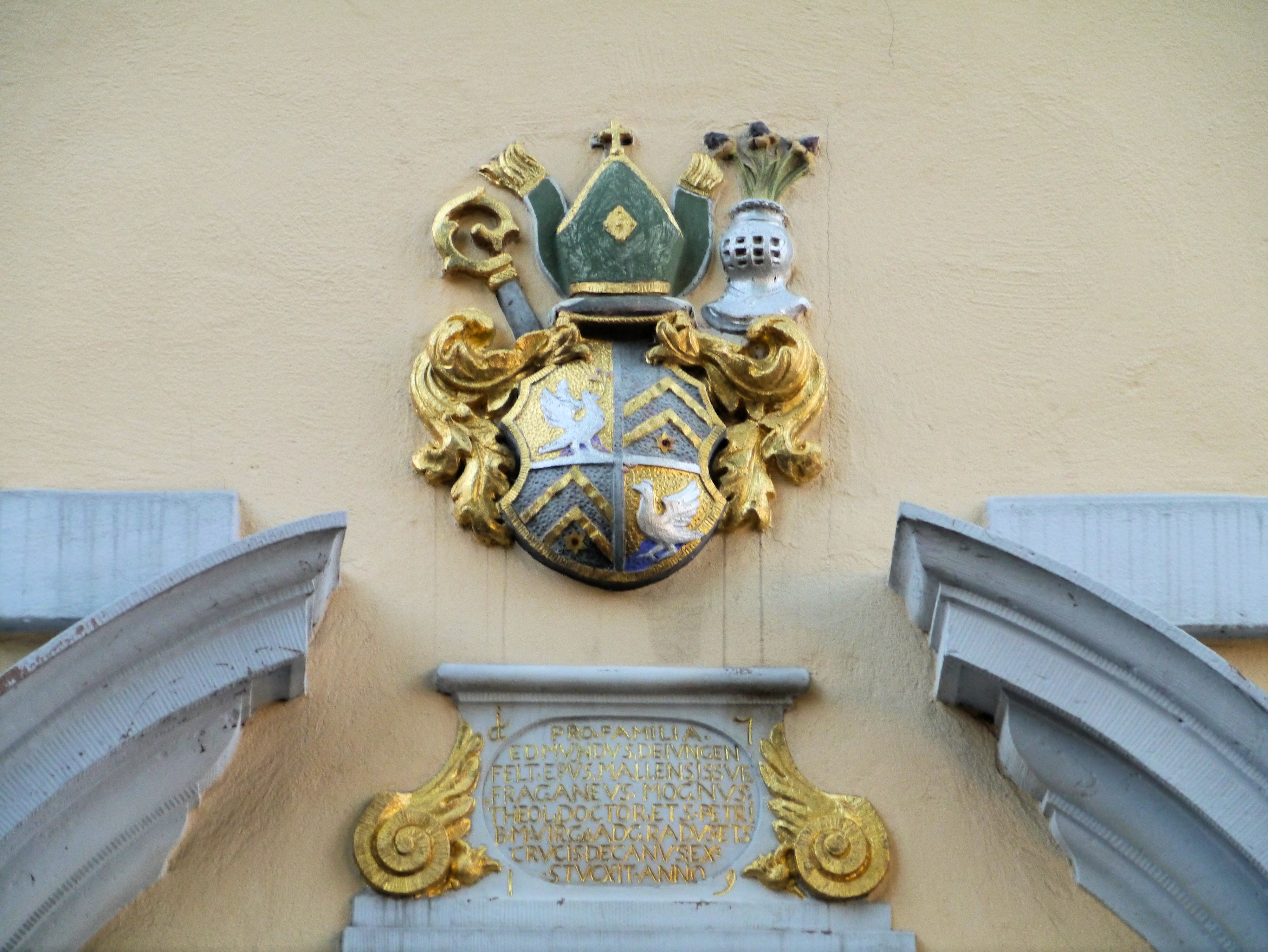
Les armes et l'inscription latine au-dessus du portail
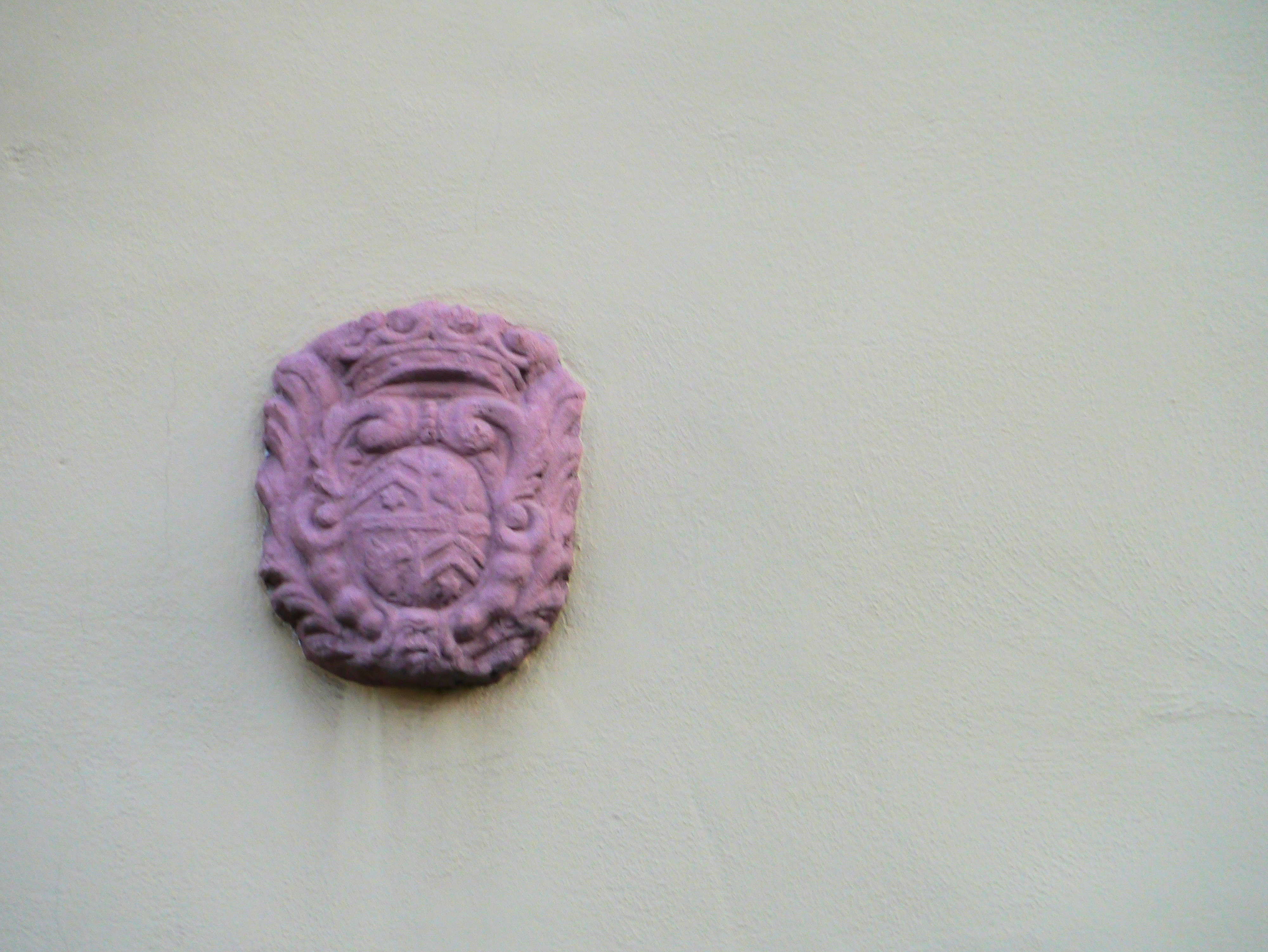
Les armes sur une pierre en saillie

Le portail baroque côté cour est encore préservé, et surmonté des armes de l'évêque auxiliaire et d'une inscription latine :
| PRO-FAMILIA.               | Pour la famille.                              |
| EDMVUNDVS. DEIVNGEN        | Edmond von Jungen-                            |
| FELT. EPVS. MALLENSIS SVF- | -feld, évêque de Mallos, suf-                 |
| FRAGANEUS MOGNVS           | -fragant de Mayence                           |
| THEOL. DOCTOR ET S. PETRI  | docteur en théologie, [doyen] de Saint-Pierre |
| B. M. VIRG AD GRADVS ET S. | de Sainte-Marie aux Marches et de             |
| CRVCIS DECANVS EX          | Sainte-Croix doyen,                           |
| STRVCXIT ANNO (1719)       | a bâti [cette maison] (en 1719)               |

Von Jungenfeld meurt le 31 août 1727 et est enterré dans le chœur de la collégiale Sainte-Marie aux Marches. La maison, le jardin et les dépendances restent propriété de sa famille, puis sont vendus. En 1808 est fait mention d'un propriétaire nommé Rehm, puis du Freiherr von Sturmfeder (de) et enfin en 1818 de Matthias Reichert. Ce dernier transforma la gentilhommière en restaurant avec une salle de danse, à ne pas confondre avec la salle construite plus tard dans le jardin. En 1830 la ville achète l'ensemble, mais ne conserve que la partie bâtie. L'habitation est transformée en école avec logement pour les enseignants. La grange et l'étable restent propriété de la commune, tandis que les champs et le jardin sont vendus.
Quant au jardin, il reste tel, en passant de main en main, jusqu'en 1899, lorsque Philipp Friedrich Veit achète la propriété, y érige une grande salle (Jungenfeldscher Garten) qui durera jusqu'en 1974, et parcellise le reste, qui se construit petit à petit.
En 1868 la grange de l'ancien domaine brûle. À sa place est construite la deuxième caserne de pompiers de Finthen, transformée en école de garçons en 1885. Elle servira ensuite de bureau de poste avec une habitation. À la même époque, le bâtiment familial des Jungenfeld est agrandi pour loger les enseignants, sans que soit précis le moment où cela s'arrête.
Lors de l'incorporation de Finthen à Mayence en 1969, les biens de la commune reviennent à la ville de Mayence, ce qui vaut pour le 48 de la Poststrasse, transformé en immeuble d'habitation.

### Maison des Sœurs de la Divine Providence

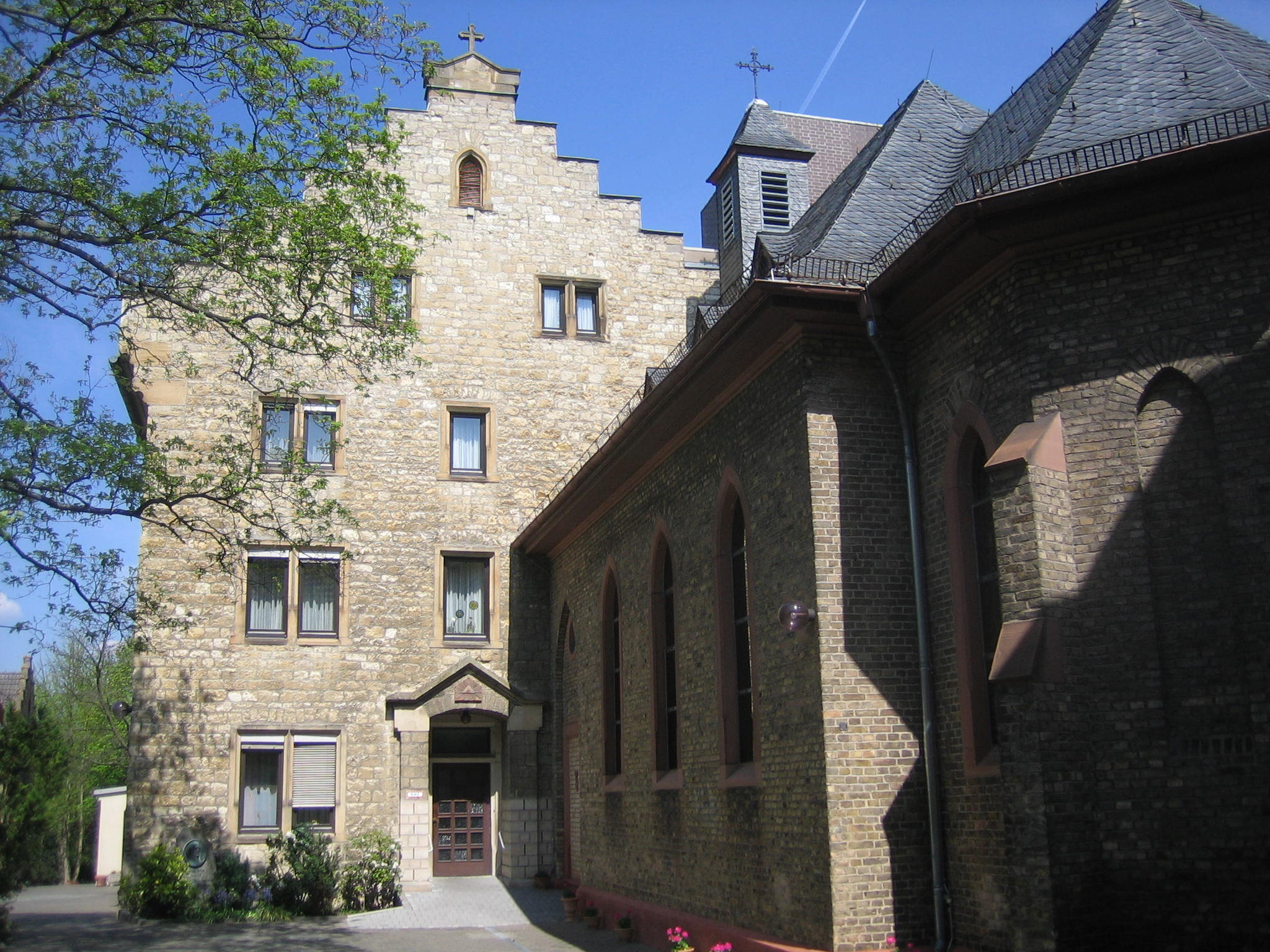
Le pignon à gradins du bâtiment des sœurs

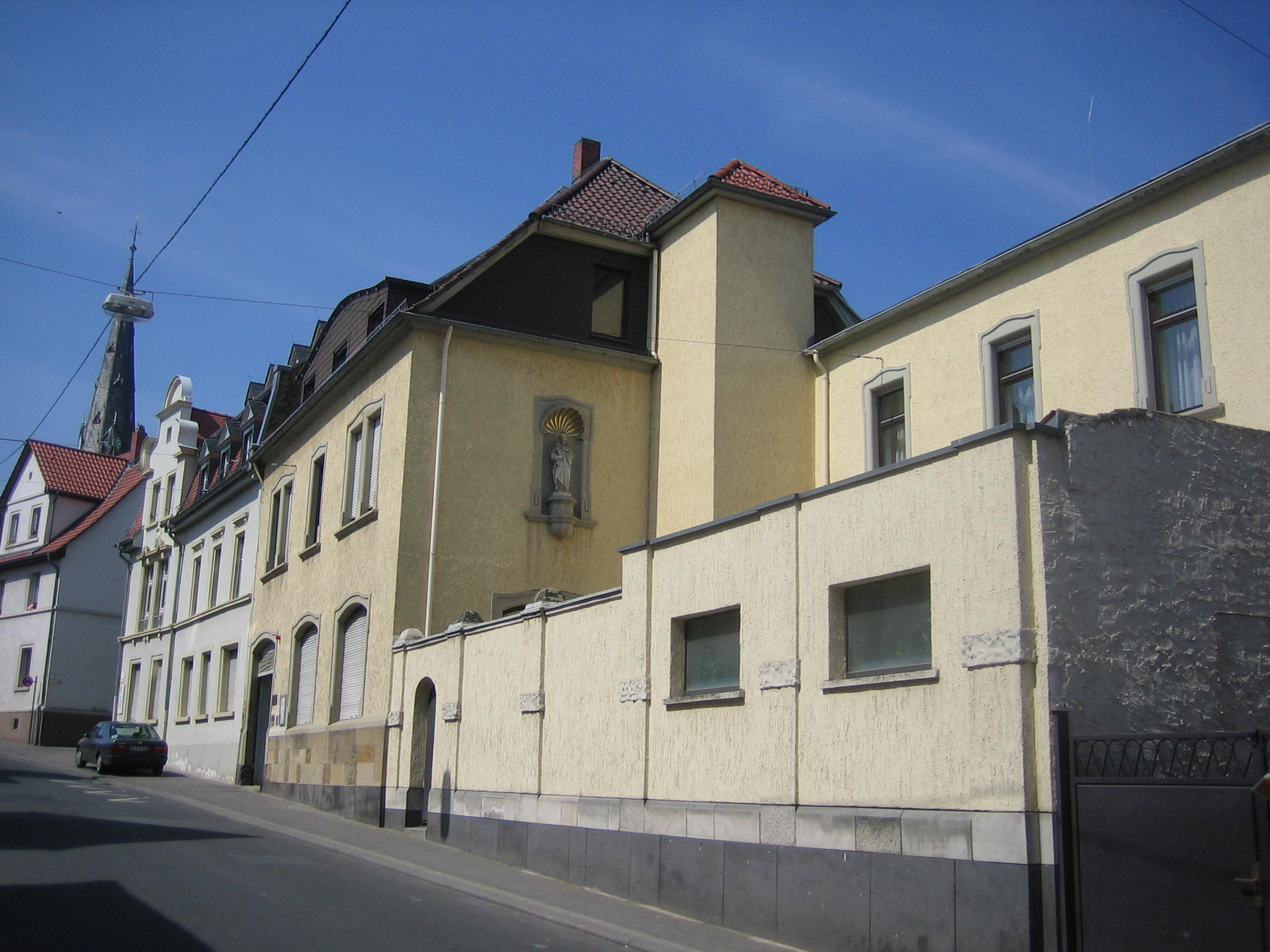
La façade sur la rue de l'ensemble des Sœurs de la divine providence

Toujours dans la Poststrasse (71), se trouve la maison-mère des Sœurs de la divine providence de Mayence (de). C'est un ensemble composite, dont le premier bâtiment date de 1853, remarquable par son pignon à gradins ; il a été agrandi en 1920. La chapelle, en style néo-gothique, est réalisée par Franz Schäfer en 1886-1887. L'institution pour les enfants prendra place dans un bâtiment datant de 1906 à toiture à croupe, avec des décorations Jugendstil.

### Villa Class
La villa Claß, une habitation à trois côtés dans la Prunkgasse, est construite en 1850. Elle est acquise vers 1900 par Heinrich Class, président de la Ligue pangermaniste allemande de 1908 à 1938. Il l'agrandit, l'agrémente d'une baie vitrée et d'une tonnelle en bois qui n'existe plus. Le pignon nord est décoré en selon le Jugendstil (équivalent allemand de l'Art nouveau) d'un arbre, un soleil et quelques nuages, tout en faisant apparaître le colombage.

## Sources et ruisseaux
Le nom de Finthen dérive du latin fundanetum (lieu de sources). Le territoire de Finthen était autrefois truffé de points d'eau, et cela a beaucoup contribué à l'alimentation de Mayence en eau, y compris par l'aqueduc romain qui remontait probablement au Königsborn. Avec la déforestation, l'eau s'est faite plus rare, et le niveau des nappes a baissé. Il arrive cependant des précipitations exceptionnelles qu'il faut gérer par des bassins de rétention.

### Les sources
Finthen se trouve à l'extrémité septentrionale des collines de la Hesse rhénane. Les eaux de pluie infiltrées glissent sur des surfaces imperméables jusqu'à cette extrémité et ont ici plus de facilité à sortir, ce qui fait que l'altitude ordinaire des sources est à peu près semblable : 175 m. Les sources les plus connues de cette zone d'extrémité sont la Karlsquelle, à la limite avec Heidesheim am Rhein, qui alimentait le palais impérial d'Ingelheim. On peut aussi mentionner la source au lieu-dit « Sept étangs » (Sieben Weihern) et dans Finthen, la Bernhardsborn, la Königsborn, la source du ruisseau Königsborn, celle du Kirchborn, et enfin la Ferkelborn (des porcelets) et la Straßenborn, ces deux dernières n'étant plus visibles.

### Les ruisseaux
Trois ruisseaux principaux sont identifiés : le Königsborn, le Kirchborn et l’Aubach. Il faut aussi compter des tranchées naturelles dans le cours supérieur et le cours inférieur de l’Aubach.

#### Le Kirchborn
D'une longueur de 700 m depuis sa source, il s'étendait vers le nord en s'inclinant vers le nord-est. Il n'est plus visible, sauf un point d'eau près de l'ancien cimetière et près de l'église catholique. Au croisement avec la Borngasse, il y avait un point de lavage des chevaux et un puits. Lors de la construction de la gare de Finthen en 1892, qui est aujourd'hui le terminus de la ligne 50 du tramway, il a été en partie canalisé, avant de l'être complètement dans les années 1960 lors de la construction de la rue Am Kirchborn, qui suit précisément son cours. Il rejoint désormais les canalisations des égouts.

#### Le Königsborn
Le nom Königsborn peut désigner la région, le lieu d'implantation antique, la source et enfin le ruisseau, qui est de ce fait appelé plutôt Königsbornbach.
Ce dernier a sa source historique à près de 700 m au nord ouest de l'église catholique. Son cours s'étend sur 1,1 km, orienté légèrement vers le nord-est, comme le Kichborn. Il rejoint l’Aubach à peu près à 120 m à l'ouest de l'ancien moulin Jungenfeld, remplacé par une usine de boite de conserves et aujourd'hui emplacement de la Fontana-Klinik. Comme le Kirchborn, il croise la Borngasse, la Waldthausenstraße (autrefois Kühweg), et enfin la ligne 50 du tramway. Dans son cours inférieur, juste avant de rejoindre l’Aubach, il est à l'origine d'une zone marécageuse, marquée aujourd'hui par un puits. Sa source et son cours supérieur se trouvent dans des jardins maraichers privés, inaccessibles au public. Historiquement, le Königsborn et sa vallée sont probablement le point de départ de l'aqueduc romain qui alimentait Mayence. Au point de croisement avec le Kühweg, se tenait un moulin à extraire l'amidon, qui a ensuite été remplacé par une brasserie am Königsborn.

#### L'Aubach
Le plus grand des ruisseaux de Finthen, il s'étend sur près de 4 km avant d'être rejoint par le Königsborn, mais est pratiquement à sec sur son cours supérieur, sauf lors de fortes précipitations. Sa source n'est pas bien identifiée, entre une origine dans la forêt de Finthen, et le domaine de Mainz-Layenhof (de), aujourd'hui Wüstung, et un passage à travers l'actuel bassin de rétention d'eau de pluie Flutgraben, dont la source est dans la forêt d'Ober-Olmer. Sur les cartes, le bassin de rétention est d'ailleurs nommé Aubach. Lorsqu'il traverse Grosse Born et Kurze Borngewann, il reçoit diverses sources et est régulièrement alimenté en eau, sur une distance de 2,1 km. En s'approchant du bourg, on lui attribue une deuxième source, qui correspond peut-être à Strassenborn qui ne se voit plus. Le ruisseau est aujourd'hui canalisé et parfois souterrain ; jusqu'aux XVIIIe et XIXe siècles, il traversait en partie le bourg, et à partir de Kurze Born il était canalisé sur le côté oriental de l'actuelle Poststrasse jusqu'à l'actuelle Waldthausenstrasse. Ce canal était alors orienté au nord-ouest pour rejoindre le Kirchborn, sans doute pour abreuver les animaux,jusqu'à ce que Finthen ait sa propre alimentation en eau, ce qui rendit le canal superflu. Une dérivation servait pour un moulin au croisement des Thüringer dans la Gonsenheimerstrasse. Le moulin a eu divers noms, selon ses propriétaires, entre autres moulin des Jungenfeld et de Simon. Après le moulin, l'eau rejoignait le cours du ruisseau sur le territoire de Gonsenheim. Au confluent avec le Königsborn, un marécage s'est formé, qui a valu la construction d'un pont de l'A 60, avec des réservoirs de rétention de l'eau de pluie pour les fortes précipitations. Après cela, le ruisseau traverse Gonsenheim, secteur où il reçoit le nom de Mühlbach ou Gonsbach, avant de se jeter dans le Rhin à Mombach.

## Écoles
- Peter-Härtling-Schule (école élémentaire)
- Freie Waldorfschule Mainz (école libre suivant la pédagogie Steiner-Waldorf)

## Églises

### Catholiques
- Saint-Martin : presbytère, Borngasse 1
- Sainte-Hedwige : Rosmerthastraße 46

### Protestantes
- Église protestante de Finthen/Drais, Huttenstraße 1 ou Merkurweg 5

## Transports
Mainz-Finthen a été doté depuis 1993 de son propre aéroport civil, à l'emplacement d'une base de 1937 de la Luftwaffe proche du domaine de Layenhof. Pendant l'occupation, la base a été tenue par les Français, puis par les Américains. Après leur départ, la base est devenue aéroport civil.

L'aéroport de Mainz Finthen en 2007

Mainz-Finthen est reliée à l'A 60, autrefois B 9, aussi appelée Mainzer Ring.
| Bus     | MVG Mainz | lignes 55, 58, 70, 91 |
| Tramway | MVG Mainz | lignes 50, 51         |

## Associations

### Culturelles
- ad fontes - art et œuvres d'art à Finthen
- Groupe de théâtre Die Finthlinge depuis 2001

#### Musicales
- Chœur ouvrier (de) Freiheit de Mainz-Finthen depuis 1900
- Chœur des Finther Schoppesänger depuis 1947
- Chœur catholique de Saint-Martin depuis 1892
- Association de musique religieuse catholique Kirchenmusik Cäcilia depuis 1919
- Chorale : Sängervereinigung depuis 1856

### Professionnelles
- Bauernverein (Union agricole) de Finthen depuis 1947

### Solidarité
- Croix-Rouge allemande locale de Mainz-Finthen depuis 1933
- Freiwillige Feuerwehr Finthen
- HILFT (de) – Hilfe ist Leben für Tausende

### Jeunesse
- Association allemande des Scouts Saint-George (Deutsche Pfadfinderschaft Sankt Georg, DPSG) groupe Bruder-Franz de Mainz-Finthen

### Sportives
- Association sportive : DJK-Sportverein Rot-Weiß Finthen depuis 1928 (tennis de table dames, ligue 2 dans le championnat d'Allemagne depuis la fin des années 1980)
- Sport aériens : Luftfahrtverein Mainz (de) depuis 1911/51
- Cyclistes : Radfahrer-Verein depuis 1905
- Club de tennis : Römerquelle depuis 1977
- TV 1872
- Association sportive : VfL Fontana Finthen (de)
- Karate Dojo Mainz-Finthen

### Divers
- Campeurs catholiques de Saint-Martin
- Association féminine Landfrauenverein Mainz-Finthen depuis 1986

## Fêtes et traditions
- Finther Kerb : toujours le second week-end de septembre
- Carnaval de Finthen, Zug der Finther Lebensfreude : depuis 1954, toujours le dimanche avant le mardi gras, un important défilé à Mayence, qui lors de sa 55e édition en 2009 a attiré 60 000 personnes.
- Marché de l'Avent : autour de l'église Saint-Martin, toujours le samedi avant le premier dimanche de l'Avent

## Personnalités

### Citoyens d'honneur
- Karl Preller (1892–1975), recteur depuis 1924 de la maison-mère des Sœurs de la divine providence (de) à Finthen, citoyen d'honneur depuis 1969

### Originaires de Finthen
- Adam Joseph Schmitt (de) (1855–1928), politicien allemand (Zentrum)
- Ludwig Andreas Veit (1879–1939), professeur d'histoire de l'Église à l’université de Fribourg-en-Brisgau[4]
- Gerhard Ludwig Müller (* 1947), cardinal de curie, de 2012 a 2017 préfet de la Congrégation pour la doctrine de la foi de l'Église catholique, évêque émérite de Ratisbonne.

### Personnalités ayant exercé à Finthen
- Anton-Joseph Dorsch (1758–1819), chapelain à Finthen, jusqu'à ce que le prince électeur Mgr Erthal l'envoie en mission à Paris.
- Heinrich Class (1868–1953), politicien nationaliste
- Heinz Schaubach (1886–1970), entrepreneur dans la porcelaine
- Adolf Adam (théologien) (de) (1912–2005), prélat allemand, théologien en pastorale et en liturgie
- Irina Wittmer (de) (* 1953), écrivain, depuis 1985 à Finthen
- Rahim Schmidt (de) (* 1959), député (ex-Alliance 90 / Les Verts) de la seizième législature au Landtag de Rhénanie-Palatinat

## Source de la traduction
- (de) Cet article est partiellement ou en totalité issu de l’article de Wikipédia en allemand intitulé « Mainz-Finthen » (voir la liste des auteurs).